# Barão de Água Branca
Barão de Água Branca foi um título criado por D. Pedro II do Brasil por decreto de 15 de novembro de 1879, a favor de Joaquim Antônio de Siqueira Torres.
Titulares
1. Joaquim Antônio de Siqueira Torres (1808—1888).[1]
2. Joaquim Inácio Ramalho (1809—1902) - o título foi dias depois alterado por novo decreto imperial para barão de Ramalho.[2][3]